# Jan Ziobro
Jan Ziobro (né le 24 juin 1991 à Rabka-Zdrój, en Petite-Pologne) est un sauteur à ski polonais.

## Carrière
Il débute en Coupe du monde, le 27 novembre 2011 à Kuusamo. Il s'est révélé au niveau mondial le 21 décembre 2013, lorsqu'il gagne la manche de Coupe du monde disputée à Engelberg tout en égalant le record du tremplin. Il participe ensuite aux Jeux olympiques de Sotchi en février 2014. Lors des Championnats du monde 2015, il décroche la médaille de bronze avec ses coéquipiers polonais sur le grand tremplin.

## Palmarès

### Jeux olympiques
| Épreuve / Édition | Sotchi 2014 |
| Petit tremplin    | 13e         |
| Grand tremplin    | 15e         |
| Par équipes       | 4e          |

### Championnats du monde
| Épreuve / Édition | Épreuve / Édition | Falun 2015 |
| Petit tremplin    | Petit tremplin    | 8e         |
| Grand tremplin    | Grand tremplin    | -          |
| Par équipes       | PT                | -          |
| Par équipes       | GT                | Bronze     |

Légende : PT = petit tremplin, GT = grand tremplin.

### Championnats du monde de vol à ski
| Épreuve / Édition | Harrachov 2014 |
| Individuel        | 27e            |
| Par équipes       | -              |

### Coupe du monde
- Meilleur classement général : 25e en 2014.
- 2 podiums individuels dont 1 victoire et 1 troisième place.

palmarès au 22 décembre 2013

#### Différents classements en Coupe du monde
| Année     | Classement général final |
| 2012-2013 | 65e                      |
| 2013-2014 | 25e                      |
| 2014-2015 | 50e                      |

#### Victoires
| Année | Lieu               |
| 2014  | Engelberg (Suisse) |